# James Mitchel
James Mitchel (James Sarsfield „Jim“ Mitchel, Geburtsname Mitchell; * 30. Januar 1864 in Emly, County Tipperary; † 3. Juli 1921 in New York City) war ein US-amerikanischer Leichtathlet irischer Abstammung.
Insgesamt wurde er neunmal US-Meister im Hammerwurf (1889–1896, 1903) und elfmal im Gewichtweitwurf (1888, 1891–1897, 1900, 1903, 1905). Zuvor war er dreimal britischer Meister im Hammerwurf (1886–1888) und zweimal im Kugelstoßen (1886, 1887).
Mitchel war bereits 40 Jahre alt, als er erstmals an den Olympischen Spielen teilnahm. 1904 in St. Louis gewann er im Gewichtweitwurf Bronze. Im Hammerwurf wurde er Fünfter, im Diskuswurf Sechster.
Beim Tauziehen der Spiele in St. Louis belegte er mit dem New York Athletic Club den vierten Platz.
Er gehörte auch zur US-Mannschaft für die Olympischen Zwischenspiele 1906 in Athen, verletzte sich aber auf der Schiffsreise und musste auf einen Start verzichten.